# Ленгби (город, Миннесота)
Ленгби (англ. Lengby) — город в округе Полк, штат Миннесота, США. На площади 0,8 км² (0,6 км² — суша, 0,1 км² — вода), согласно переписи 2002 года, проживают 79 человек. Плотность населения составляет 127,9 чел./км².
- FIPS-код города — 27-36404[1]
- GNIS-идентификатор — 0646595[2]